# Perdigón (munición)

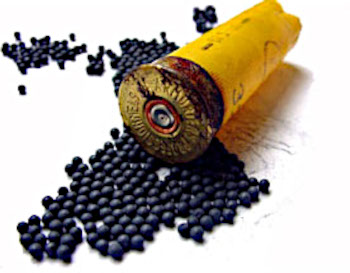
Un típico cartucho de 30 a 35 gramos, que contiene entre 200 y 300 perdigones.

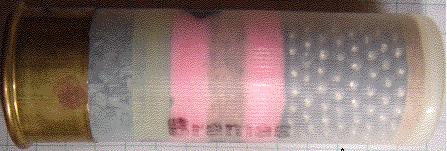
Cartucho del 12 cargado con perdigones N°8.

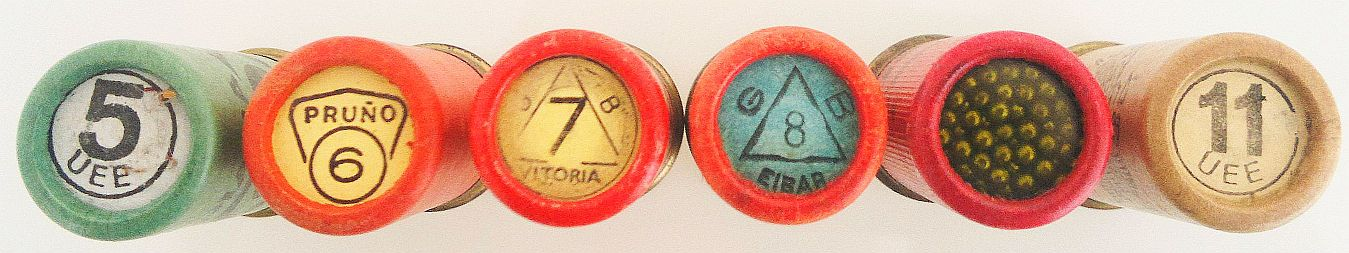
Cartuchos del 12 con perdigones de diferentes medidas.

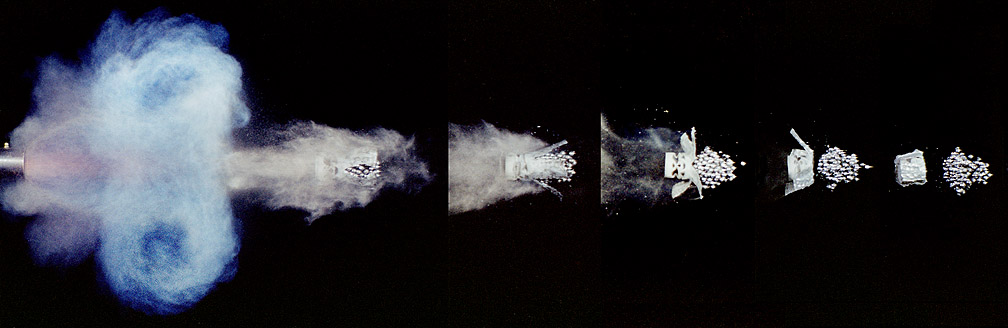
Una serie de imágenes con muestreo de una millonésima de segundo que muestra el disparo de un cartucho y la separación de la munición del sabot.

Los perdigones son los proyectiles del cartucho de escopeta, que consisten en pequeñas esferas de plomo u otro metal. Cuando se efectúa el disparo, estas salen del cañón dispersándose y permitiendo impactar más fácilmente al blanco a corta distancia.

## Perdigones de acero
Existen regulaciones para proteger la fauna de las zonas húmedas, que han prohibido el uso de perdigones de plomo, sustituyéndolos por perdigones de acero.
El acero tiene un peso específico menor; entonces, para el mismo diámetro de perdigón el peso será menor. Esto también hace que la resistencia del aire sea mayor y el disparo tenga un comportamiento diferente. Un problema es el mayor peligro que comportan, puesto que el acero es mucho menos maleable que el plomo, y hay más posibilidades de impactar y dañar algo que no sea el objetivo.

## Calibres y tipologías comunes
| PERDIGONES |        |        |
| N.º        | Ø (mm) | gramos |
| 14         | 1,1    | 0,011  |
| 13         | 1,3    | 0,017  |
| 12         | 1,5    | 0,02   |
| 11         | 1,7    | 0,029  |
| 10         | 1,9    | 0,04   |
| 9          | 2,1    | 0,047  |
| 8          | 2,3    | 0,071  |
| 7          | 2,5    | 0,091  |
| 6          | 2,7    | 0,116  |
| 5          | 2,9    | 0,144  |
| 4          | 3,1    | 0,174  |
| 3          | 3,3    | 0,2    |
| 2          | 3,5    | 0,25   |
| 1          | 3,7    | 0,298  |
| 0          | 3,9    | 0,35   |

| POSTAS |        |        |
| N.º    | Ø (mm) | gramos |
| 11/0   | 8,6    | 3,716  |
| 10/0   | 8,1    | 2,992  |
| 9/0    | 7,4    | 2,34   |
| 8/0    | 6,9    | 1,837  |
| 7/0    | 6,2    | 1,393  |
| 6/0    | 5,6    | 1,026  |
| 5/0    | 5,0    | 0,73   |
| 4/0    | 4,5    | 0,553  |
| 3/0    | 4,3    | 0,467  |
| 2/0    | 4,1    | 0,404  |
| 1/0    | 7,62   | 2,62   |